# Napo Romero
 (juillet 2017).
Si vous disposez d'ouvrages ou d'articles de référence ou si vous connaissez des sites web de qualité traitant du thème abordé ici, merci de compléter l'article en donnant les références utiles à sa vérifiabilité et en les liant à la section « Notes et références ».
Napo Romero est guitariste et chanteur français né en 1962, à Paris. 

## Biographie
En 1979, il monte son premier groupe, les Gutter Rats, avec Mano Solo. En 1981, il crée Chihuahua ; en parallèle il sera invité à chanter sur les albums Puta's Fever et Casa Babylon de Mano Negra et participe aussi au groupe Desesperados où il joue notamment avec Patrick Lemarchand, futur batteur de Parabellum. Après la fin de Chihuahua, Napo se joint de nouveau à Mano Solo avec qui il enregistre Les Années sombres et monte le groupe Les Frères Misère.  En 1996, Thomas Darnal l'invite à rejoindre son nouveau groupe, P18, avec Daniel. Napo Romero fonde avec ce dernier et Philippe Teboul le groupe Flor Del Fango. Napo crée également avec Laurent Jais le studio Misere Records où enregistrent une cinquantaine de groupes par an comme Amadou et Mariam, P18, Mass Hysteria ou Parabellum.
Napo Roméro se produit maintenant avec Gab'j, un groupe de chanson française avec des rythmes ska-rock originaires du Var. 
À partir de 2014, il intègre la formation Les Hurlements d'Léo sur scène lors d'une tournée de reprise de chansons de Mano Solo et de celles du groupe Les Frères Misère, qui donne lieu à l'enregistrement d'un double album sorti en 2015.
Tournée en 2017 avec Un Air Deux Familles (Ogres de Barback, Hurlements d'Léo).
2018, reformation de la Flor Del Fango, avec un nouvel album : HEKATOMBEANDO... suivi d'une tournée internationale.